# Заплава річки Іква (заказник)
Запла́ва рі́чки І́ква — гідрологічний заказник місцевого значення в Україні. Об'єкт природно-заповідного фонду Рівненської області. 
Розташований у межах Дубенський району Рівненської області, на південь від села Кліпець. 
Площа 534 га. Статус надано згідно з рішенням облвиконкому від 27.05.2005 року № 584. Землекористувач — Любомирське лісництво, ДП «Дубенський лісгосп» (Любомирське лісництво, кв. 73-76, 94-98). 
Заказник створений з метою збереження лісо-болотного природного комплексу, що має водорегулююче значення, його рослинного і тваринного світу, підтримання загального екологічного балансу місцевості.